# کورپوریشن
کورپوریشن (به انگلیسی: Corporation) که ممکن است در منابع فارسی اَبَرشرکت هم گفته شود، یک گونهٔ حقوقی از سازماندهی افراد و منابع مادی است که با مجوز دولت و به منظور دادوستد تعریف می‌شود. در مقایسه با دو گونه دیگر از مالکیت تجاری، یعنی مالکیت انحصاری و شراکت، کورپوریشن (Corporation) به واسطهٔ شماری از مشخصه‌ها ابزاری منعطف‌تر برای فعالیت اقتصادی در مقیاس بزرگ، به‌ویژه به منظور فراهم کردن حجم عظیمی از سرمایه برای سرمایه‌گذاری، محسوب می‌شود. بنابر تعریف واژه‌نامه کمبریج، هر کورپوریشن یک شرکت بزرگ یا گروهی از شرکت‌ها است که به گونه یک سازمان واحد کنترل و مدیریت می‌شود. برجسته‌ترین مشخصه‌های این گونه عبارتند از:
- مسئولیت محدود، به این معنا که تأمین‌کنندگان سرمایه مطلقاً بیش از میزان سرمایه‌گذاری خود زیان نخواهند دید.
- توان جابجایی سهام، به این معنا که حق رأی و دیگر حقوق در این مجموعه، بدون نیاز به هماهنگی‌های حقوقی، قابل جابجایی از یک سرمایه‌گذار به دیگری است.
- برخوردار بودن از شخصیت قضایی، به این معنا که این گونه شرکت همچون یک «شخص» واقعی دارای جایگاه حقوقی است و بنابراین می‌تواند شکایت کند، از آن شکایت شود، قرارداد امضا کند، و بشخصه صاحب دارایی باشد.
- برخوردار بودن از عمر نامحدود، به طوری که یک این گونه شرکت ممکن است حتی پس از کنار رفتن همه بنیان‌گذارانش به حیات خود ادامه دهد.[۵]| بخشی از سلسله مباحث دربارهٔ                                      |
| سرمایه‌داری                                                      |
| Dollar sign capitalism logo                                     |
| مفاهیم                                                          |
| نظام‌های اقتصادی                                                 |
| نظریه‌های اقتصادی                                                |
| خاستگاه                                                         |
| توسعه                                                           |
| افراد                                                           |
| مطالب مرتبط                                                     |
| ایدئولوژی‌ها                                                     |
| درگاه سرمایه‌داری درگاه اقتصاد درگاه فلسفه درگاه سیاست درگاه پول |
| ن ب و                                                           |